# Sudoeste Paraense
Sudoeste Paraense è una mesoregione dello Stato di Pará in Brasile.

## Microregioni
È suddivisa in due microregioni:
- Altamira
- Itaituba